# Renault Symbol
Renault Symbol — компактний седан, що виробляються компанією Renault з 1999 по 2021 роки (з 1999 до 2012 на платформі Renault Clio, а з 2012 до 2021 на платформі Renault Logan)
Окрім назви Renault Clio Symbol автомобіль відомий під назвами Renault Thalia (у Польщі), Renault Clio Sedan (Південна Америка) та Renault Clio Classic (Азія, Океанія та Північна Африка).
Початково автомобіль виготовлявся для ринків країн що розвиваються, але надалі став доступний і у країнах, де кузов типу седан популярніший за хетчбек, в основному у Східній Європі, де седан дешевший за оригінальний хетчбек, проте все ще дорожчий за Dacia Logan, який випущений компанією Renault на цьому ринку як дешевий автомобіль.
Інтер'єр моделі запозичено із Clio II, проте багато деталей однакові із Megane II, у тому числі автоматичний кондиціонер (клімат-контроль) та CD плеєр (не на усіх модифікаціях автомобілів).
У цей час випускається оновлена модель Renault Symbol New, яка побудована на базі моделі Clio III.

## Перше покоління (1999–2008)
Перше покоління моделі дебютувало на ринку в 1999 році. Довжина автомобіля становить 4171 мм, ширина — 1639 мм, висота — 1437 мм, колісна база — 2472 мм, об'єм багажника — 510 літрів, споряджена маса — 940–1010 кг. Автомобіль оснащувався 4-циліндровими рядними бензиновими двигунами об'ємом 1390 см3 з 8 клапанами (75 к.с. 114 Нм) і 16 клапанами (98 к.с. 127 Нм).
У 2002 році відбувся рестайлінг моделі, що проявилось у зміні передніх і задніх фар, решітки радіатора, бамперів, а також рядом конструктивних вдосконалень. Змінилася і назва, замість Clio Symbol автомобіль став називатись Symbol.
|  |  |  |

## Друге покоління (2008-2013)

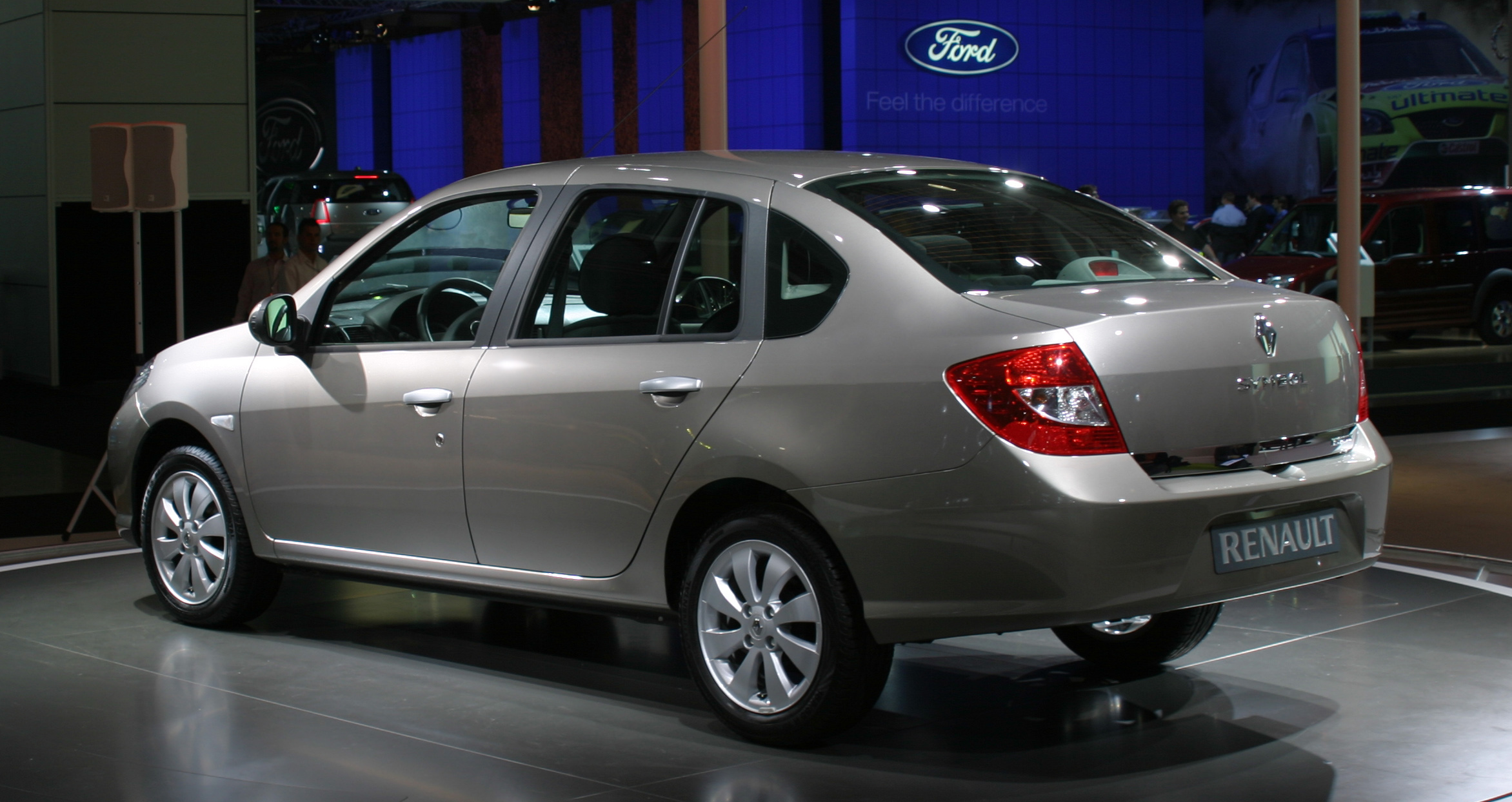
Renault Symbol II (з 2008)

У 2008 році дебютувало друге покоління Symbol. Довжина автомобіля становить 4261 мм, ширина — 1719 мм, висота — 1439 мм, колісна база — 2473 мм, об'єм багажника — 506 літрів, споряджена маса — 939–1039 кг. Автомобіль оснащувався 4-циліндровими рядними бензиновими двигунами об'ємом 1390 см3 з 8 клапанами (75 к.с. 114 Нм) і 16 клапанами (98 к.с. 127 Нм) та дизельним двигуном з турбонадувом 1461 см3 потужністю 65 к.с. і крутним моментом 160 Нм.

### Двигуни
| Модель           | Код     | Тип          | Потужність | Макс. Швидкість | 0-100 км/год |
| ---------------- | ------- | ------------ | ---------- | --------------- | ------------ |
| 1.2 л (1149 см3) | D4F 728 | 16-кл. Р4    | 75 к.с.    | 167 км/год      | 13.0 с       |
| 1.4 л (1390 см3) | K7J 700 | 8-кл. Р4     | 75 к.с.    | 170 км/год      | 12.5 с       |
| 1.4 л (1390 см3) | K7J 700 | 16-кл. Р4    | 98.3 к.с.  | 185 км/год      | 11.5 с       |
| 1.5 л (1461 см3) | K9K 740 | 8-кл. dCi Р4 | 64.9 к.с.  | 160 км/год      | 15.2 с       |
| 1.5 л (1461 см3) | K9K 740 | 8-кл. dCi Р4 | 85.2 к.с.  | 177 км/год      | 12.3 с       |
| 1.6 л (1598 см3) | K7M     | 8-кл. Р4     | 93 к.с.    | 174 км/год      | 11.5 с       |
| 1.6 л (1598 см3) | K4M 745 | 16-кл. Р4    | 110 к.с.   | 185 км/год      | 11.9 с       |

## Третє покоління (2013-2021)

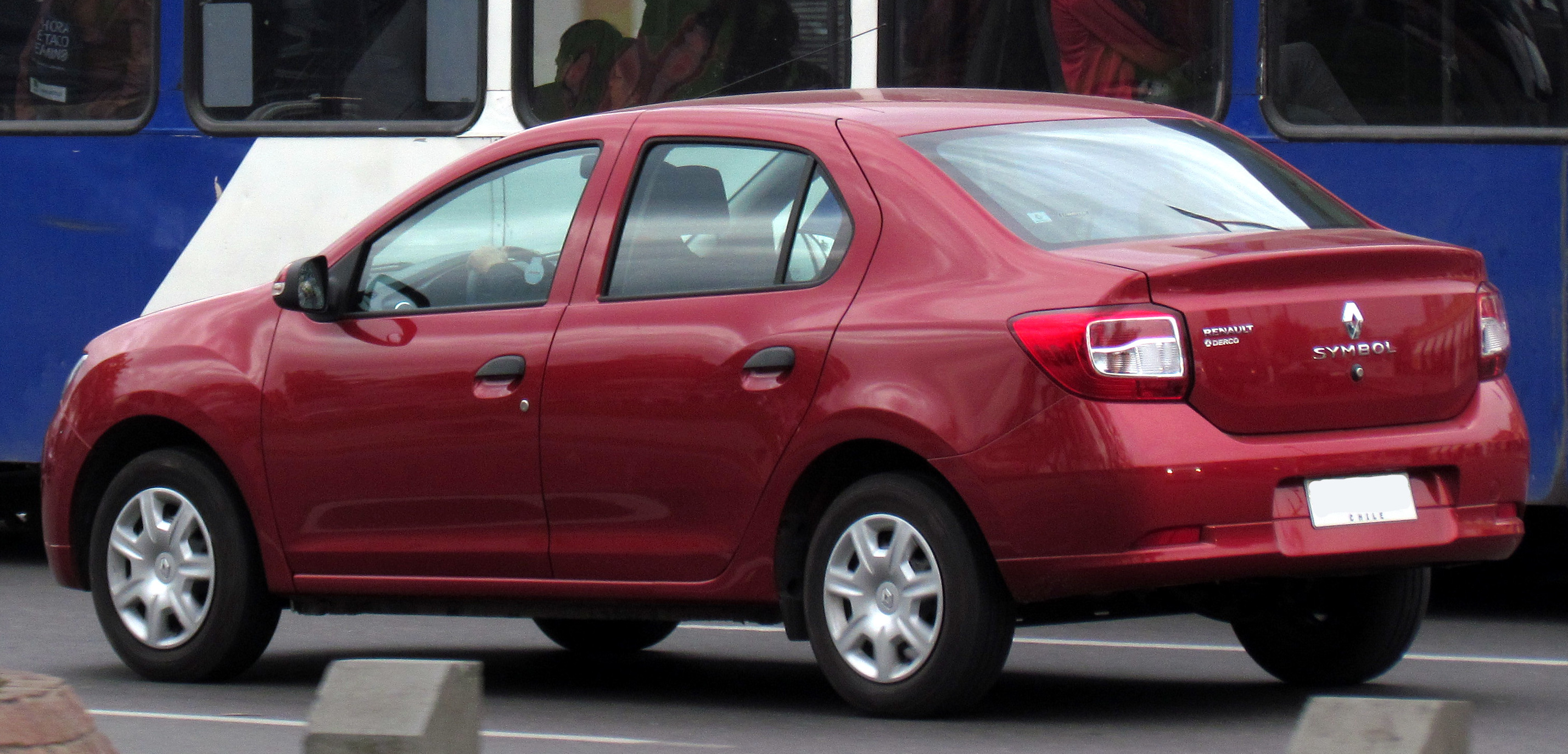
Renault Symbol III

2 листопада 2012 року на турецькому автосалоні в Стамбулі показали нове покоління Symbol. Саме так в Туреччині, Тунісі і Алжирі будуть називати новий Dacia Logan другого покоління, що був представлений трохи раніше в Парижі разом зі своїми близькими родичами — хетчбеками Sandero / Sandero Stepway.
Зовнішній вигляд автомобіля виділяється великим логотипом спереду. В процесі редизайну, розробники, також, приділили увагу безпеці автомобіля, тим самим, збільшивши товщину листової сталі з підвищеним коефіцієнтом пружності. Передні крила Симбола виготовлені з композитного матеріалу, який забезпечує захист від слабких ударів. Фари головного світла виконані з полікарбонату, але при цьому їх характеристики подібні скляним. При цьому автомобіль виглядає досить елегантним, а пізнаваним його роблять інтегровані фари і особливий дизайн хромованої решітки радіатора. До стандартної комплектації Renault Symbol входять: водійська подушка безпеки, ремені безпеки з натягачами, гідропідсилювач керма, іммобілайзер. Залежно від модифікації, автомобіль може бути, також, оснащений: протитуманними фарами, кондиціонером, підігрівом сидінь, литими колісними дисками та регульованою рульовою колонкою. 

### Двигуни
| Модель     | Об'єм см³ | Циліндри/ Клапани | Потужність кВт (к.с.) при об/хв | Крутний момент Нм при об/хв | Роки виробництва |           |           |
| Бензинові  | Бензинові | Бензинові         | Бензинові                       | Бензинові                   | Бензинові        | Бензинові | Бензинові |
| ---------- | --------- | ----------------- | ------------------------------- | --------------------------- | ---------------- | --------- | --------- |
| 0.9 TCe 90 | 899       | 3/12              | 66 (90) / 5250                  | 135 / 2500                  | з 2013           |           |           |
| 1.2 16V 75 | 1149      | 4/16              | 55 (75) / 5500                  | 107 / 4250                  | з 2013           |           |           |
| 1.6 16V 80 | 1598      | 4/16              | 59 (80) / 5500                  | 128 / 3000                  | з 2013           |           |           |
| Дизельні   |           |                   |                                 |                             |                  |           |           |
| 1.5 dCi 75 | 1461      | 4/8               | 55 (75) / 3750                  | 200 / 1750                  | з 2013           |           |           |
| 1.5 dCi 90 | 1461      | 4/8               | 66 (90) / 3750                  | 220 / 1750                  | з 2013           |           |           |

## Зноски
1. ↑  Renault Clio Symbol[недоступне посилання]
2. ↑  Друг семьи. Архів оригіналу за 12 серпня 2014. Процитовано 18 червня 2010.
3. ↑  Технические характеристики Renault Symbol. Архів оригіналу за 10 серпня 2014. Процитовано 18 червня 2010. [Архівовано 2014-08-10 у Wayback Machine.]
4. ↑  Парижский автосалон 2012: Dacia Logan[недоступне посилання з червня 2019] 14.10.2012 (рос.)
5. ↑  Новый седан Renault Symbol оказался Логаном 02.11.2012 (рос.)
6. ↑  Как мы тестировали Renault Symbol. automoto.ua. Процитовано 15 вересня 2016.
7. ↑   NOILE DACIA LOGAN, SANDERO ŞI SANDERO STEPWAY 14.10.2012 (рум.)